# Dorothea Tanning
Dorothea Tanning (Galesburg, Illinois, 25 d'agost de 1910 - Manhattan, Nova York, 31 de gener de 2012), va ser una pintora, il·lustradora, escultora i escriptora estatunidenca. També va dissenyar decorats i vestits per a ballet i teatre.

## Biografia
Tanning va viure a París durant 28 anys. Va conèixer al pintor alemany Max Ernst el 1942, amb qui es va casar quatre anys més tard (la seva quarta esposa, després de Luise Straus-Ernst, Marie-Berthe Aurenche i Peggy Guggenheim). Ernst la va introduir al grup dels surrealistes. La seva obra més coneguda, Eine kleine Nachtmusik (una fosca pintura plena de simbolisme, irònicament anomenada igual que l'alegre serenata de Wolfgang Amadeus Mozart), mostra els seus vincles amb el grup, encara que més tard el seu estil artístic va passar a ser impressionista.
Vivia i treballava a la ciutat de Nova York, on també escrivia poesia.
A Catalunya es pot veure obra seva a la col·lecció permanent de la Fundació Joan Miró.

## Centenari
Durant el seu centenari, es van realitzar diverses exposicions: 
- Dorothea Tanning - Early Designs for the Stage - The Drawing Center, Nova York[6]
- Zwischen dem Inneren Auge und der Anderen Seite der Tür: Dorothea Tanning Graphiken - Max Ernst Museum, Brühl, Germany[7]
- Happy Birthday Dorothea Tanning - Maison Waldberg, Seillans, França[8]
- Dorothea Tanning: 100 years –- Galerie Bel'Art, Estocolm[9]
- "Surréalisme, Dada et Fluxus" - Pour le 100ème anniversaire de Dorothea Tanning - 3–12 September 2010 - Espace d'Art, Rennes les Bains, France[10]